# Champlin (Ardenas)
Champlin é uma comuna francesa na região administrativa de Grande Leste, no departamento das Ardenas. Estende-se por uma área de 5,9 km². Em 2010 a comuna tinha 73 habitantes (densidade: 12,4 hab./km²).